# لیندزی استرلینگ
لیندزی استرلینگ (به انگلیسی: Lindsey Stirling) (زادهٔ ۲۱ سپتامبر ۱۹۸۶) نوازندهٔ ویولن، آهنگساز، موسیقی‌دان، رقاص و پرفورمنس آرتیستِ آمریکایی است. او در سال ۲۰۰۷ خودش را با نام Lindseystomp در یوتیوب معرفی کرد و  چند نماهنگش را در آن به اشتراک گذاشت. کانال یوتیوب او تا نوامبر ۲۰۱۲ بیش از ۱۷۳ میلیون بار مشاهده شده‌است. وی در سال ۲۰۱۰ و در فصل پنجمِ استعدادهای درخشان آمریکا تا یک‌چهارم پایانی بالا آمد که بیشتر به عنوان نوازندهٔ ویولن هیپ هاپ شناخته می‌شد.
بعد از ۲۰۱۰، استرلینگ یک آلبوم با نامِ خود، یک ئی‌پی و چند تک‌آهنگ عرضه کرد. او گونه‌های گوناگونی از سبک‌های موسیقی از پاپ تا کلاسیک و هیپ هاپ تا داب‌استپ را اجرا می‌کند. در کنار کار و بارِ اصلی، ترانه‌شناسی او شاملِ آهنگ‌های بازخوانی‌شده از هنرمندانِ دیگر و موسیقی‌متن‌های گوناگون نیز می‌شود. در حال حاضر او به ساخت موزیک ویدئوهایی مشغول است که بسیار پر بازدید هستند.

## اوایل زندگی
استرلینگ کودکی‌اش را این‌گونه توصیف میکند: "بزرگ شدن در خانواده‌ای ساده." همچنین اظهار دارد که "دوران کودکی‌ام را با هیچ چیز دیگری عوض نمی‌کنم."
با توجه به محدودیت‌های مالی خانواده‌اش، پدر و مادر لیندزی تنها قادر بودند معلمی برای تدریس ویولن برای او پیدا کنند که نصف ساعت معمول به او تدریس کند.
با وجود گفتهٔ مربیان مبنی بر اینکه "کودک با تنها ۱۵ دقیقه در هفته نمی‌تواند نواختن بیاموزد"، پدر و مادر لیندزی اصرار ورزیدند و او در سن ۵ سالگی آموزش ویولن را آغاز کرد.
استرلینگ ساکن شهر گیلبرت در ایالت آریزونا بود و در سن شانزده سالگی وارد مدرسهٔ مقدماتی گرینفولد شد.
او دوره ی دبیرستان خود را در مدرسه ی "مسکیت" گذراند و در آنجا به چهار نفر از دوستانش در گروه موسیقی راکی به نام "استامپ آن مِلوین" پیوست.
به عنوان بخشی از تجربیاتش با این گروه، اسرلینگ یک آهنگ راک برای تک‌نوازی ویولن نوشت و اجرایش برای کسب عنوان "بانوی جوانِ آریزونا" و تبدیل به یکی از مدعیان جایزه ایندیپندنت اسپیریت در فینال مسابقات "بانوی جوان آمریکایی" به او کمک شایانی کرد.
استرلینگ همچنین به مدت حدود یک سال عضوی از گروه موسیقی چارلی جنکینز بود.

## حرفه

### سال‌های ابتدایی
لیندزی از دوران کودکی علاقه‎ی زیادی به رقص داشت و تمایل داشت رقص و ویولن را در کنار یکدیگر بیاموزد. استرلینگ در مصاحبه‌ای با مجله ی NMR اظهار داشت: "...از زمان کودکی، همیشه این آرزو را داشتم که بتوانم رشتهٔ رقص را هم دنبال کنم، اما پدر و مادرم می‌گفتند: "یا میتوانی ویولن را انتخاب کنی، یا رقص را، اما ما نمی‌توانیم از عهده ی هر دوی آن‌ها بر بیاییم"، و من ویولن را انتخاب کردم. پس همین تحقق پیدا کرد. گفتنش جالب است، اما این چیزی بود که من همیشه می‌خواستم انجام دهم."
استرلینگ کانال یوتیوب خود را در ۲۰ می سال ۲۰۰۷ (۳۰ اردیبهشت ۱۳۸۶) تحت نام کاربری "lindseystomp" ثبت کرد.

### مسابقات آمریکا استعداد دارد و اولین آلبوم استودیویی
لیندزی استرلینگ در فصل پنجم مسابقات استعداد یابی آمریکا استعداد دارد شرکت کرد و موفق شد تا مرحله ی یک‌چهارم نهایی پیش برود.
پس از مدت کوتاهی از اجرایش در آمریکا استعداد دارد، فیلم ساز دوین گراهام برای همکاری برای ساخت ویدئویی در یوتیوب با او تماس گرفت. آن‌ها توافق کردند که موزیک ویدئویی برای آهنگ "من خودم هستم" فیلم‌برداری کنند. فیلم برداری در ۹ می ۲۰۱۱ (۱۹ اردیبهشت ۱۳۹۰) انجام گرفت. این ویدئوی تأثیر شگفت انگیزی در افزایش محبوبیت استرلینگ داشت و از آن پس لیندزی به صورت منظم ساخت موزیک ویدئو برای کانال یوتیوبش را آغاز کرد.
در سال ۲۰۱۱ محبوبیت کانال او به صورت پیاپی افزایش یافت و به مجموع بازدید بیش از ۱.۵ میلیارد و بیش از ۸ میلیون دنبال‌کننده تا اکتبر ۲۰۱۶ دست یافت.
لیندزی همچنین در سپتامبر ۲۰۱۲ کانال دیگری به نام "LindseyTime" جهت ارسال ویدئوهای مربوط به زندگی خود، ویدئو بلاگها، محتوای پشت‌صحنه و... ساخت.
در دسامبر ۲۰۱۲، یوتیوب اعلام کرد که آهنگ استرلینگ به نام "کریستالیزه" با بیش از ۴۲ میلیون بازدید در رتبه ی هشتم میان ویدئوهای پربازدید سال ۲۰۱۲ قرار دارد.

### رقص با ستارگان
در سپتامبر ۲۰۱۷، استرلینگ به عنوان یکی از سلبریتی‌های شرکت‌کننده در فصل بیست و پنجم برنامهٔ رقص با ستارگان معرفی شد. او با رقاص حرفه‌ای "مارک بالاس" هم گروه شد.

## آلبوم‌شناسی

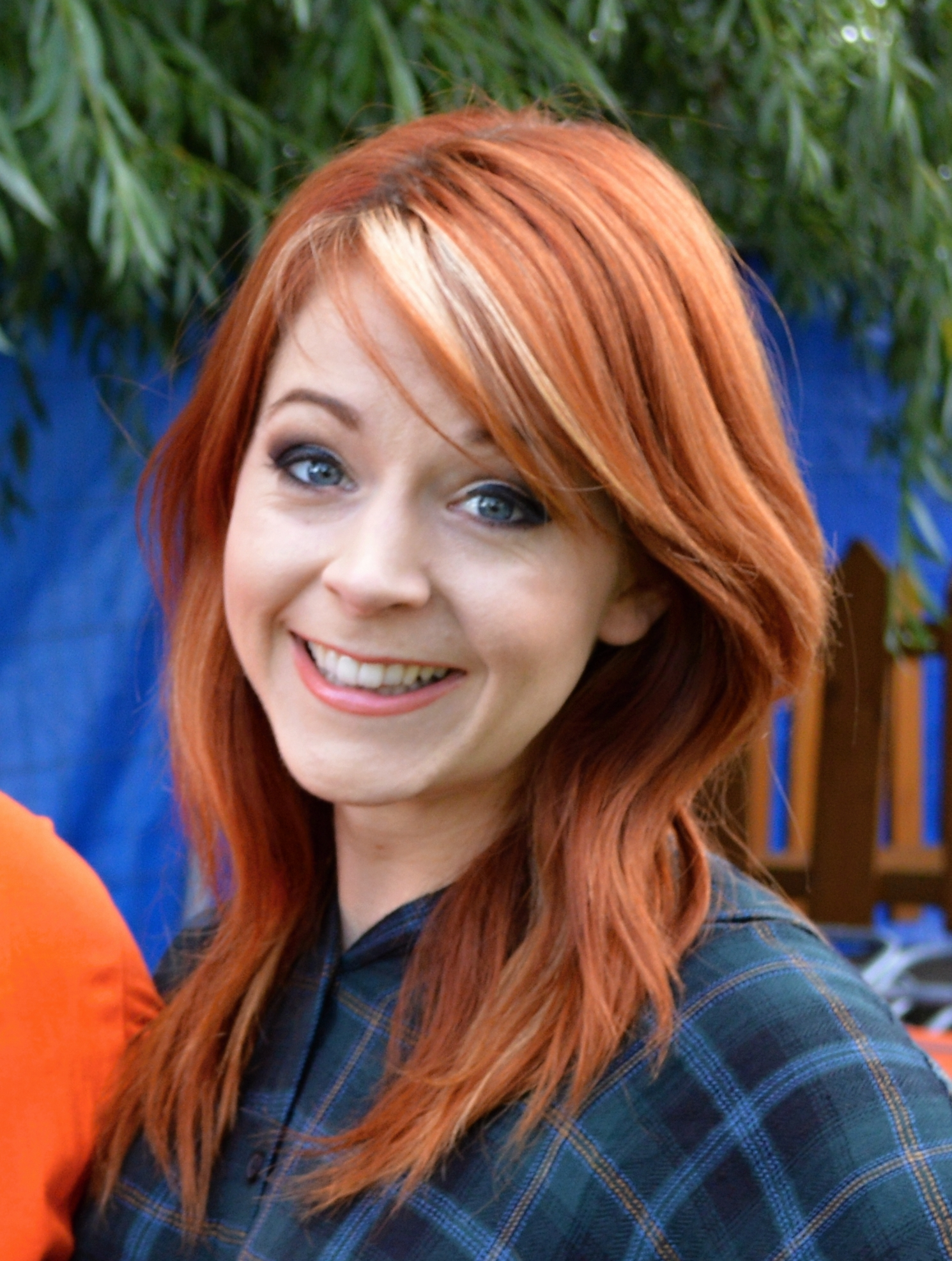
در سال ۲۰۱۵

- لیندزی استرلینگ (۲۰۱۲)
- مرا بشکن (۲۰۱۴)
- به اندازه کافی شجاع (۲۰۱۶)
- گرم تر در زمستان (۲۰۱۷)
- آرتمیس (۲۰۱۹)
- اسنو والتز (۲۰۲۲)